# Avelgem
Avelgem (fr. Avelghem, vls. Oavelgem) – miejscowość i gmina (gemeente) w Belgii, w Regionie Flamandzkim, w prowincji Flandria Zachodnia, w okręgu Kortrijk. 1 stycznia 2024 liczyła 10 406 mieszkańców.

## Podział administracyjny
W skład gminy wchodzą cztery dzielnice (deelgemeente):
- Bossuit
- Kerkhove
- Outrijve
- Waarmaarde

## Współpraca
Miejscowość partnerska:
- Ettenheim, Niemcy